# Форт Карсон
Форт Карсон (англ. Fort Carson) — одна з військових баз армії США та переписна місцевість, яка розташована в округах Ель-Пасо/Пуебло/Фремонт у штаті Колорадо.
Форт Карсон є пунктом постійної дислокації 4-ї піхотної дивізії, 10-ї групи спеціальних операцій, 4-ї бригади сприяння силам безпеки, 440-го батальйону військово-цивільного адміністрування, 71-ї групи розмінування (EOD), 4-го інженерного батальйону, 759-го батальйону військової поліції, 10-го госпіталя бойової підтримки, 43-ї бригади забезпечення, армійського батальйону польової підтримки, 423-ї транспортної роти та 13-ї ескадрильї авіаційної підтримки ПС США. На території бази також дислокуються підрозділи армійського резерву, військово-морського резерву та Національної гвардії штату Колорадо. Форт Карсон також був домом для 5-ї піхотної дивізії, відомої як «Червоні дияволи».